# Ејвон (Бристол)
Ејвон (енгл. River Avon) је река у Уједињеном Краљевству, у Енглеској. Дуга је 120 km. Улива се у Бристолски залив. 

## Етимологија
Име "Ејвон" је когнатив велшке речи афон "река", из бритонског Абона, "река". Река Ејвон, дакле, дословно значи "река река"; Неколико других енглеских и шкотских река деле исто име.
Грофовија Ејвон која је постојала од 1974. до 1996. и која покрива Бристолски залив, укључујући Бат и Бристол, је добила име по реци.